# Cornelis Willem Opzoomer
Cornelis Willem Opzoomer, nizozemski pravnik, filozof, teolog in pedagog, * 1821, † 1892.
Med letoma 1846 in 1889 je bil profesor filozofije na Univerzi v Utrechtu.